# راکون
راکون (نام علمی: Procyon lotor) پستانداری میان‌جثه و بومی آمریکای شمالی است. راکون بزرگ‌ترین عضو خانواده خرسکیان است و ۴۰ تا ۷۰ سانتیمتر طول و ۳٫۵ تا ۹ کیلوگرم وزن دارد. خز خاکستری آن با کرک‌های متراکم حفاظت خوبی در مقابل سرما برایش فراهم‌می‌کند. این حیوان همه‌چیزخوار و عمدتاً شب‌گرد است. حدود ۴۰ درصد غذای آن از بی‌مهرگان، ۳۳ درصد گیاهان و ۲۷ درصد مهره‌داران تأمین می‌شود.
زیستگاه اصلی راکون جنگل‌های برگریز و جنگل‌های مختلط پهن‌برگ و مخروطی است اما انطباق‌پذیری بالای آن موجب شد تا به مناطق کوهستانی، تالاب‌های ساحلی و شهرها نیز ورود پیدا کند. راکون‌ها دوره بارداری ۶۵ روزه دارند و دو تا پنج توله می‌زایند. هرچند در اسارت تا بیست سال هم عمر می‌کنند اما در حیات وحش میانگین عمر آن‌ها ۱٫۸ تا ۳٫۱ سال است.
از میانه‌های سدهٔ بیستم در پی گریز یا انتقال عمدی، راکون‌ها در بخش‌هایی از ژاپن، اروپا و قفقاز گسترش پیدا کرد. در ایران نخستین بار در سال ۱۳۶۴ در منطقه تالش و آستارا، سپس مغان و پایگاه شکاری امیدیه در جنوب ایران هم پخش شده‌اند و مانند اغلب گونه‌های غیربومی باعث خسارت‌های زیست‌محیطی شده‌اند.
راکون چهره‌ای با رنگ‌های سیاه و سفید و دمی زبر بانوارهای سیاه‌رنگ دارد. شمار این نوارها معمولاً پنج است ولی میان چهار تا ۱۰ نوار متغیر است. ناخن‌های پای جلو راکون نسبتاً بلندند و می‌توانند با فاصله از هم باز شوند. ناخن‌های دست آن‌ها قابلت جمع شدن ندارند. زمانی که راکون‌ها را می‌بینید آن‌ها را حیواناتی شاد و اهل بازی می‌یابید اما همان‌طور که می‌دانید طبیعت اطراف ما خالی از فریب نیست. پنجه‌های راکون به قدری تیز و قوی هستند که می‌توانند آسیب‌های جدی به طرف مقابل وارد کنند. مبدأ پیدایش این حیوانات قبل از گسترش به سایر مناطق جهان، شمال آمریکا بوده است. آن‌ها به سکونت در جنگل‌های برگریز شناخته شده‌اند.

## وجه تسمیه
راسو که با نام‌های راکون معمولی، راکون آمریکای شمالی، و راکون شمالی نیز شناخته می‌شود، نام خود را از زبان بومی پوهاتان گرفته است که به معنای «حیوانی که با دستانش چنگ می‌زند» است. این کلمه ممکن است از ریشه اولیه آلگونکوین *ahrah-koon-em به معنای «کسی که با دستانش می‌مالد، می‌ساید و چنگ می‌زند» نیز آمده باشد.
در اسپانیایی، به راکون «ماپاچه» گفته می‌شود که از کلمه ناهواتل آزتک‌ها به معنای «کسی که همه چیز را با دستانش برمی‌دارد» گرفته شده است.
نام لاتین آن، Procyon lotor، به معنای واقعی کلمه «قبل از سگ شوینده» است و به عادت مشاهده شده این حیوان در «شستن» یا «خیساندن» غذاهایش اشاره دارد، که منبع نام آن در زبان‌های دیگر مانند «راتون لاور» فرانسوی (موش شوینده) نیز هست.
اصطلاح عامیانه «کون» (coon) در گذشته برای اشاره به راکون و محصولات مرتبط با آن استفاده می‌شد، اما به دلیل استفاده توسط حزب ویگ در دهه ۱۸۳۰ و ارتباط آن با دیدگاه‌های نژادی، به یک توهین نژادی تبدیل شد و هنوز هم توهین‌آمیز تلقی می‌شود. سگ‌های آموزش‌دیده برای شکار راکون «کون‌هاند» یا «کون داگ» نامیده می‌شوند. به دلیل عادت راکون‌ها به خوردن زباله‌های انسانی در محیط‌های شهری، به آن‌ها «پاندای زباله» نیز می‌گویند.